# De avonturen van Bibi en Tina
De avonturen van Bibi en Tina is een van oorsprong Duitse televisieserie, een spin-off van de populaire reeks Bibi Blocksberg, in 1980 begonnen door de Oostenrijkse schrijfster Elfie Donnelly als kinderhoorspelen en later verwerkt tot een animatieserie.

## Verhaal
Bibi en Tina zijn twee tienermeisjes die samen vele avonturen beleven met hun paarden Amadeus en Sabrina. Ze proberen mensen of dieren in nood te helpen, lossen mysteries op en strijden tegen onrecht.
De avonturen van de beide meisjes spelen zich voornamelijk af rondom de manege van Tina's ouders. Deze bevindt zich in een landelijke en rustige omgeving. Bibi, een heks, bezit een magische toverkracht, die ze meermaals gebruikt wanneer zij dit nodig vindt. Ze gebruikt dan verschillende rijmende spreuken, zoals: 'Iene miene kort en fijn, alle honden aan de lijn. Heks, Heks!' Af en toe wordt er nog een boodschap meegegeven, zoals: 'Je kunt je geld ook op een andere manier verdienen dan door te stelen.'

## Afleveringen op dvd
| Nr. | Afleveringen               | Afleveringen                     |
| --- | -------------------------- | -------------------------------- |
| 1   | De manege                  | Het veulen van Sabrina           |
| 2   | Wilde paarden              | Het behekste zadel               |
| 3   | De liefdesbrief            | Alex op het internaat            |
| 4   | Het spookpaard             | Tina in Gevaar                   |
| 5   | De paarden zijn ziek       | Papa leert paardrijden           |
| 6   | De knuffelpony             | De hoefsmid                      |
| 7   | De circuspony              | Het mysterieuze standbeeld       |
| 8   | De hondendief              | De smokkelpaarden                |
| 9   | Het feestje in het kasteel | Het avontuur in de kasteelruines |

## Afleveringen op televisie

### Reeks 1
| Nr. | Titel                  |
| --- | ---------------------- |
| 1   | Manege                 |
| 2   | Het veulen van Sabrina |
| 3   | Wilde paarden          |
| 4   | Behekste zadel         |
| 5   | Liefdesbrief           |
| 6   | Alex op het internaat  |
| 7   | Het spookpaard         |
| 8   | Tina in gevaar         |
| 9   | De paarden zijn ziek   |
| 10  | Papa leert paardrijden |
| 11  | De knuffelpony         |
| 12  | De hoefsmid            |
| 13  | De circuspony          |

### Reeks 2
| Nr. | Titel                           |
| --- | ------------------------------- |
| 14  | Het mysterieuze standbeeld      |
| 15  | De hondendief                   |
| 16  | De smokkelpaarden               |
| 17  | Het feestje in het kasteel      |
| 18  | Het avontuur in de kasteelruïne |
| 19  | Sabrina wordt ontvoerd          |
| 20  | Een prijs voor de Martinshoeve  |
| 21  | Het westerntoernooi             |
| 22  | De grote wedstrijd              |
| 23  | Een paard op school             |
| 24  | De paardensfluisteraar          |
| 25  | Filmster Felix                  |
| 26  | Een unfaire race                |

### Reeks 3
| Nr. | Titel                                |
| --- | ------------------------------------ |
| 27  | Een geheim op het eiland             |
| 28  | Nadja en Nafari                      |
| 29  | Het smerige trio                     |
| 30  | Szendro in gevaar                    |
| 31  | Amadeus is verliefd                  |
| 32  | Onrust op de paardenshow             |
| 33  | De paardenquiz                       |
| 34  | De schat van de appelschimmelruiters |
| 35  | Oproer in de wolvenkloof             |
| 36  | Het mysterieuze meisje               |
| 37  | Opwinding op de koperberg            |
| 38  | Het middeleeuws feest                |
| 39  | Valse beschuldigingen                |

### Reeks 4
| Nr. | Titel                      |
| --- | -------------------------- |
| 40  | Wolven in Falkenstein      |
| 41  | De verjaardag van Janosch  |
| 42  | De uitwisselingsstudent    |
| 43  | De Berkenhoeve             |
| 44  | De kleine wegloper         |
| 45  | De ster van de sheriff     |
| 46  | Op wildkamp                |
| 47  | De zwarte diamant          |
| 48  | Het verwisselde paard      |
| 49  | Red het circus!            |
| 50  | De beverburcht             |
| 51  | Tante Paula in het kasteel |
| 52  | Bezorgdheid om Cleopatra   |
| 53  | Geheimzinnige Kerst        |
| 54  | De vreemde jongen          |